# Antworter Achen
Die Antworter Achen ist ein über 13 Kilometer langes Fließgewässer im Gebiet von Bad Endorf und an dessen Rand im bayerischen Landkreis Rosenheim.

## Geographie

### Verlauf
Die Antworter Achen entsteht im Wald westlich des Langbürgner Sees der Eggstätt-Hemhofer Seenplatte im Gemeindegebiet von Bad Endorf. Sie unterquert kurz nach ihrem Ursprung die Bahnstrecke Rosenheim–Salzburg und folgt dann in zunächst südsüdwestlichem Lauf der Grenze zur Gemeinde Rimsting. Mit erreichter offener Flur knickt sie auf Westlauf und durchzieht so zunächst das Endorfer Kirchdorf Antwort. Danach durchfließt sie das Thalkirchner Moos. Weniger als hundert Meter nördlich der Thalkirchner Achen mündet sie im Seemoos in den nördlichen Simssee.

### Zuflüsse
Hierarchische Liste der Zuflüsse, jeweils vom Ursprung zur Mündung. Auswahl.
- Westenbach, von links und Süden am Westknick beim Rimstinger Weiler Sieglweiher
- (Zufluss aus Richtung des Endorfer Weilers Bach), von rechts und Norden am Ortsanfang von Antwort
- Kurfbach, von links und Südosten in Antwort; entsteht in einem Waldtobel am Antworter Berg
- Weidenbach, von links und Südsüdosten gleich nach Antwort; entsteht in einem Waldtobel am Antworter Berg
- Pfeiler Graben, von links und zuletzt Süden im beginnenden Thalkirchner Moos; entsteht in einem Waldtobel am Antworter Berg über der Endorfer Einöde Pfeil 
  - Buchbreitengraben, von rechts und Südosten bei Pfeil; entsteht in einem Waldtobel am Antworter Berg
  - Hofangergraben, von rechts und Südosten; entsteht in einem kleinen am Antworter Berg
  - Viehweidgraben, von rechts und Osten; flacher Graben, der vom mündenden Weidenbach links abgeht
    - Kreuzelgraben, von links und Südsüdosten; entsteht in einem Waldtobel am Antworter Berg
- (Entwässerungsgraben aus den Angerwiesen), von rechts und Nordosten; Mündung eines aus Hanggräben beim Endorfer Weiler Ströbing gespeisten Grabensystems
- Kurfer Bach, von rechts und Nordosten; ein Zweig entsteht beim Dorf Kurf
- (Graben), von rechts und Nordosten; entsteht am Ostrand des Endorfer Dorfs Bergham in einem kleinen Tobel
- (Graben), von rechts und Nordnordwesten; entsteht südwestlich von Bergham in einem kleinen Tobel
- (Graben aus dem Thalkirchner Erlenwald), von links und Osten im Seemoos; entsteht aus zwei Granenösten, die sehr nahe an der Thalkirchner Achen beginnen